# Chenini
Chenini (arabisch شنني, DMG Šaninī) ist ein Berberdorf im Gouvernement Tataouine im Süden Tunesiens. Das Dorf gliedert sich in eine neuere Siedlung im Tal, in der die meisten Einwohner (etwa 1000) leben, und den größtenteils verlassenen, historischen Ortskern auf einem Hügel.

## Lage
Chenini liegt im Dahar-Bergland in einer Höhe von etwa 450 m ü. d. M. rund 20 km (Fahrtstrecke) westlich von Tataouine.

## Wirtschaft
Die Bewohner früherer Jahrhunderte lebten als Bauern und Viehzüchter in einer halbnomadischen Lebensweise (Transhumanz), die noch bis in die erste Hälfte des 20. Jahrhunderts hinein fortdauerte. Als Konsequenz der seit den 1960er Jahren permanent zurückgehenden Regenfälle arbeiten viele Einwohner in Tataouine oder auf der Insel Djerba oder haben den Ort gänzlich verlassen. Durch seine Lage ist Chenini zu einem beliebten Touristenziel (hauptsächlich für Tagesausflügler aus Djerba) geworden.

## Geschichte
Wie in nahezu allen von Berbern bewohnten Siedlungen des Maghreb existieren keinerlei Aufzeichnungen zur Geschichte des Ortes. Südlich des Dorfes errichteten die Römer an einer Engstelle mit der Chenini-Clausura ein Sperrwerk, um den Oberlauf des Wadi Chenini zu sichern. Die Clausura gehörte zum tiefgestaffelten System von Kastellen und Militärposten des Limes Tripolitanus in der römischen Provinz Africa proconsularis.

## Umgebung
Etwa 20 km (Fahrtstrecke) südöstlich liegt das Bergdorf Douiret; 10 bzw. 20 km nördlich liegen die Bergdörfer Guermessa und Ghomrassen, von wo es nicht mehr weit bis nach Ksar Haddada ist.

## Trivia
In der weiteren Umgebung von Chenini wurden einige Szenen von Krieg der Sterne gedreht. Viele Namen der umgebenden Städte und Gegend finden in der Filmreihe Verwendung; Chenini ist dabei einer der Monde von Luke Skywalkers Heimatplaneten.